# Simulium nemorivagum
Simulium nemorivagum es una especie de insecto del género Simulium, familia Simuliidae, orden Diptera.
Fue descrita científicamente por Datta, 1973.